# 64-я церемония «Грэмми»
64-я ежегодная церемония вручения наград «Грэмми» состоялась 3 апреля 2022 года в полноценном формате в MGM Grand Garden Arena в Лас-Вегасе (США). Первоначально намеченная на 31 января 2022 года в Crypto.com Arena (так с 25 декабря 2021 года называется Стейплс-центр, Лос-Анджелес) она была перенесена из-за пандемии. В церемонии номинирования и награждения имели право участвовать лучшие записи, композиции и исполнители последнего условного года, который исчислялся с 1 сентября 2020 года по 30 сентября 2021 года.
Номинации в 86 категориях были объявлены посредством виртуальной прямой трансляции 23 ноября 2021 года. Джон Батист получил наибольшее количество номинаций — 11, за ним следуют Doja Cat, H.E.R. и Джастин Бибер — по восемь каждый. 1 декабря 2021 года было объявлено, что Тревор Ноа вернется в качестве ведущего 64-й ежегодной телепередачи.
В итоге пять наград получил исполнитель R&B и джаза Джон Батист, включая «Альбом года». Дуэт Silk Sonic (Андерсон Пак и Бруно Марс) выиграл в 4 категориях, включая две главные («Запись года» и «Песня года» за «Leave the Door Open», а Оливия Родриго получила три награды и стала «Лучшим новым исполнителем». По три награды получили кантри-певец Крис Стэплтон, продюсер и автор D’Mile, госпел-певица Си-Си Вайнанс и рок-группа Foo Fighters.

## Изменения 2021 года
Для 64-й церемонии вручения наград Грэмми организаторы объявили о нескольких изменениях в выборе победителей и структуре некоторых категорий:
- В категории Альбом года могут быть номинированы все указанные музыканты (включая гостевых featured), «авторы песен нового материала, продюсеры, звукоинженеры, инженеры по сведению и мастерингу» и в случае победы станут получателями награды (ранее требовался вклад от 33 % или более проигрываемого времени в альбоме).
- Были добавлены категории Лучшее исполнение Global Music[англ.] (Best Global Music Performance; музыка неевропейских местных традиций) и Лучший альбом Música Urbana[англ.] (Best Música Urbana Album; латинская и тропическая музыка), в результате чего общее количество категорий достигло 86.
- Категория «Лучшая танцевальная запись» была переименована в Лучшая танцевальная/электронная запись (Best Dance/Electronic Recording).
- В области классических жанров синглы теперь имеют право на номинацию в категориях Лучшее оркестровое исполнение[англ.], Лучшее хоровое исполнение[англ.], Лучшее камерное исполнение[англ.], Лучшее классическое инструментальное соло[англ.] и Лучшая современная классическая композиция[англ.]
- Для категории Лучший альбом, являющийся компиляционным саундтреком для визуальных медиа[англ.] были обновлены следующие правила:
  - Для альбомов, состоящих из уже существующих мастер-записей, до 2 продюсеров и до 2 музыкальных супервайзеров могут быть номинированы и/или награждены.
  - Для альбомов, состоящих из новых записей и главных исполнителей со значительными выступлениями, до 3 продюсеров (или 4 в чрезвычайных обстоятельствах) и до 2 музыкальных супервайзеров могут быть номинированы и/или награждены. Звукоинженер, «если внесёт вклад в более чем 50 % времени воспроизведения нового записанного материала», также может получить награду.
- Для области музыкальных видео (клипов и фильмов) документальные фильмы, связанные с музыкой, должны содержать не менее 51 % «материала, основанного на исполнении музыки, или отдельных музыкальных клипов, которые вместе создают визуальный альбом», в то время как «фильмы с художественными элементами имеют право на номинацию»
- Три области (Упаковка, Аннотации и Исторический альбом) были переименованы и объединены в одну область Упаковка, Аннотации и Исторический материал.
- Три продюсерские области (Продакшн (неклассическая музыка); Продакшн (объемное звучание); Продакшн (классическая музыка)) были переименованы и объединены в одну область Продакш.
- Добавлена ещё одна Техническая премия Грэмми[англ.], которая будет присуждаться лицам и компаниям, которые «резко раздвинули границы и внесли новаторский, выдающийся и влиятельный вклад в виде технического совершенства и инноваций в сферу звукозаписи» (с 1994 года она была в качестве специальной награды Special Merit/Technical Grammy Award).

Первоначально канадский рэпер Дрейк был объявлен номинантом в категориях лучшее рэп-исполнение (для «Way 2 Sexy») и лучший рэп-альбом (для Certified Lover Boy), но 6 декабря 2021 года он отказался от участия в обеих номинациях. Впоследствии Академия звукозаписи удовлетворила просьбу Дрейка и официально сняла его кандидатуры на обе награды.

## Основная категория
Источник:
Запись года:
- «Leave The Door Open» — Silk Sonic
- «I Still Have Faith in You» — ABBA
- «Freedom» — Джон Батист
- «I Get a Kick Out of You» — Тони Беннетт и Леди Гага
- «Peaches» — Джастин Бибер при участии Daniel Caesar и Giveon
- «Kiss Me More» — Doja Cat при участии SZA
- «Drivers License» — Оливия Родриго
- «Right On Time» — Брэнди Карлайл
- «Happier Than Ever» — Билли Айлиш
- «Montero (Call Me By Your Name)» — Lil Nas X

Альбом года
- We Are — Джон Батист
- Love for Sale — Тони Беннетт и Леди Гага
- Justice (Triple Chucks Deluxe) — Джастин Бибер
- Planet Her (Deluxe) — Doja Cat
- Happier Than Ever — Билли Айлиш
- Back Of My Mind — H.E.R.
- Montero — Lil Nas X
- Sour — Оливия Родриго
- Evermore — Тейлор Свифт
- Donda — Kanye West

Песня года
- «Leave The Door Open»
  - Brandon Anderson, Christopher Brody Brown, Dernst Emile II & Бруно Марс, авторы (Silk Sonic)
- «Bad Habits»
  - Fred Gibson, Johnny McDaid & Ed Sheeran, авторы (Эд Ширан)
- A Beautiful Noise
  - Ruby Amanfu, Brandi Carlile, Brandy Clark, Alicia Keys, Hillary Lindsey, Lori McKenna, Linda Perry & Hailey Whitters, songwriters (Алиша Киз & Брэнди Карлайл)
- «Drivers License»
  - Daniel Nigro & Olivia Rodrigo, авторы (Оливия Родриго)
- «Fight For You»
  - Dernst Emile II, H.E.R. & Тиара Томас[англ.], авторы (H.E.R.)
- «Happier Than Ever»
  - Billie Eilish O’Connell & Finneas O’Connell, авторы (Билли Айлиш)
- «Kiss Me More»
  - Rogét Chahayed, Amala Zandile Dlamini, Lukasz Gottwald, Carter Lang, Gerard A. Powell II, Solána Rowe & David Sprecher, авторы (Doja Cat при участии SZA)
- «Montero (Call Me By Your Name)»
  - Denzel Baptiste, David Biral, Omer Fedi, Montero Hill & Roy Lenzo, авторы (Lil Nas X)
- «Peaches» 
  - Louis Bell, Justin Bieber, Giveon Dezmann Evans, Bernard Harvey, Felisha «Fury» King, Matthew Sean Leon, Luis Manuel Martinez Jr., Aaron Simmonds, Ashton Simmonds, Andrew Wotman & Keavan Yazdani, авторы (Джастин Бибер при участии Daniel Caesar и Giveon)
- Right On Time
  - Brandi Carlile, Dave Cobb, Phil Hanseroth & Tim Hanseroth, авторы (Брэнди Карлайл)

Лучший новый исполнитель
- Оливия Родриго
- Arooj Aftab
- Jimmie Allen
- Baby Keem
- Finneas
- Glass Animals
- Japanese Breakfast
- The Kid Laroi
- Arlo Parks
- Saweetie

## Поп
Лучшее сольное поп-исполнение
- «Drivers License» — Оливия Родриго
- «Anyone» — Джастин Бибер
- «Right On Time» — Брэнди Карлайл
- «Happier Than Ever» — Билли Айлиш
- «Positions» — Ариана Гранде

Лучшее поп-исполнение дуэтом или группой
- «Kiss Me More» — Doja Cat при участии SZA
- «I Get a Kick Out of You» — Тони Беннетт и Леди Гага
- «Lonely» — Джастин Бибер и Бенни Бланко
- «Butter» — BTS
- «Higher Power» — Coldplay

Лучший традиционный вокальный поп-альбом
- Love for Sale — Тони Беннетт и Леди Гага
- Til We Meet Again (Live) — Нора Джонс
- A Tori Kelly Christmas — Тори Келли
- Ledisi Sings Nina — Ledisi
- That’s Life — Вилли Нельсон
- A Holly Dolly Christmas — Долли Партон

Лучший вокальный поп-альбом
- Sour — Оливия Родриго
- Justice (Triple Chucks Deluxe) — Джастин Бибер
- Planet Her (Deluxe) — Doja Cat
- Happier Than Ever — Билли Айлиш
- Positions — Ариана Гранде

## Танцевальная музыка
Лучшая танцевальная/электронная запись
- «Alive[англ.]» — Rüfüs Du Sol
- «Hero» — Афроджек и Давид Гетта
- «Loom» — Оулавюр Арнальдс при участии Bonobo
- «Before» — Джеймс Блейк
- «Heartbreak» — Bonobo и Totally Enormous Extinct Dinosaurs
- «You Can Do It» — Карибу
- «The Business» — Tiësto

Лучший танцевальный/электронный альбом
- Subconsciously — Black Coffee
- Fallen Embers — Illenium
- Music Is the Weapon[англ.] — Major Lazer
- Shockwave — Marshmello
- Free Loven[англ.] — Sylvan Esso
- Judgement — Ten City

## Рок
Лучшее рок-исполнение
- «Making a Fire» — Foo Fighters
- «Shot in the Dark[англ.]» — AC/DC
- «Know You Better (Live from Capitol Studio A)» — Black Pumas
- «Nothing Compares 2 U» — Крис Корнелл
- «Ohms» — Deftones

Лучшее метал-исполнение
- «The Alien» — Dream Theater
- «Genesis» — Deftones
- «Amazonia» — Gojira
- «Pushing The Tides» — Mastodon
- «The Triumph of King Freak (A Crypt of Preservation and Superstition)» — Rob Zombie

Лучшая рок-песня
- «Waiting on a War»
  - Дэйв Грол, Тейлор Хокинс, Реми Джеффи, Нэйт Мендел, Крис Шифлетт & Пэт Смир, авторы (Foo Fighters)
- «All My Favorite Songs»
  - Rivers Cuomo, Ashley Gorley, Ben Johnson & Ilsey Juber, авторы (Weezer)
- « The Bandit[англ.]»
  - Caleb Followill, Jared Followill, Matthew Followill & Nathan Followill, авторы (Kings Of Leon)
- «Distance»
  - Wolfgang Van Halen, автор (Mammoth WVH)
- «Find My Way»
  - Пол Маккартни, автор (Пол Маккартни)

Лучший рок-альбом
- Medicine at Midnight — Foo Fighters
- Power Up — AC/DC
- Capitol Cuts — Live from Studio A — Black Pumas
- No One Sings Like You Anymore, Vol. 1 — Крис Корнелл
- McCartney III — Пол Маккартни

## Альтернатива
Лучший альтернативный альбом
- Daddy’s Home — St. Vincent
- Shore — Fleet Foxes
- If I Can't Have Love, I Want Power — Холзи
- Jubilee — Japanese Breakfast
- Collapsed in Sunbeams — Arlo Parks

## R&B
Лучшее R&B-исполнение
- «Leave the Door Open» — Silk Sonic
- «Pick Up Your Feelings» — Jazmine Sullivan

Лучшее традиционное R&B-исполнение
- «Fight for You» — H.E.R.

Лучшая R&B-песня
- «Leave the Door Open»
  - Брэндон Андерсон, Christopher Brody Brown, Dernst Emile II и Бруно Марс, авторы (Silk Sonic)

Лучший урбан-альбом
- Table for Two — Lucky Daye

Лучший R&B-альбом
- Heaux Tales — Джазмин Салливан

## Рэп
Лучшее рэп-исполнение
- «Family Ties» — Baby Keem featuring Kendrick Lamar
- «Thot (expletive)» — Megan Thee Stallion
- «My Life» — J. Cole featuring 21 Savage and Morray
- «Up» — Cardi B

Лучшее исполнение мелодичного рэпа
- «Hurricane» — Kanye West featuring The Weeknd and Lil Baby
- «Wusyaname» — Tyler, The Creator featuring Youngboy Never Broke Again and Ty Dolla $ign
- «Industry Baby» — Lil Nas X featuring Jack Harlow
- «Need to Know» — Doja Cat
- «Pride Is the Devil» — J. Cole featuring Lil Baby

Лучшая рэп-песня
- «Jail» — Dwayne Abernathy, Jr., Shawn Carter, Raul Cubina, Michael Dean, Charles M. Njapa, Sean Solymar, Kanye West and Mark Williams, songwriters (Kanye West featuring Jay-Z)
- «My Life» — Shéyaa Bin Abraham-Joseph, Jermaine Cole and Jacob Dutton, songwriters (J. Cole featuring 21 Savage and Morray)
- «Family Ties» — Roshwita Larisha Bacha, Hykeem Carter, Tobias Dekker, Colin Franken, Jasper Harris, Kendrick Lamar, Ronald Latour and Dominik Patrzek, songwriters (Baby Keem featuring Kendrick Lamar)
- «Best Friend» — Amala Zandelie Dlamini, Lukasz Gottwald, Randall Avery Hammers, Diamonté Harper, Asia Smith, Theron Thomas and Rocco Valdes, songwriters (Saweetie featuring Doja Cat)
- «Bath Salts» — Shawn Carter, Kasseem Dean, Michael Forno, Nasir Jones and Earl Simmons, songwriters (DMX featuring Jay-Z and Nas)

Лучший рэп-альбом
- Call Me If You Get Lost — Tyler, the Creator
- Donda — Kanye West
- King’s Disease II — Nas
- The Off-Season — J. Cole

## Кантри
Лучшее сольное кантри-исполнение
- «You Should Probably Leave» — Крис Стэплтон
- «Forever After All» — Люк Комбс
- «Remember Her Name» — Mickey Guyton
- «All I Do Is Drive» — Джейсон Исбелл
- «Camera Roll» — Кейси Масгрейвс

Лучшее кантри-исполнение дуэтом или группой
- «Younger Me» — Brothers Osborne
- «If I Didn’t Love You» — Джейсон Олдин & Кэрри Андервуд
- «Glad You Exist» — Dan + Shay
- «Chasing After You» — Ryan Hurd & Марен Моррис
- «Drunk (And I Don’t Wanna Go Home)» — Эль Кинг & Миранда Ламберт

Лучшая кантри-песня
- «Cold»
  - Dave Cobb, J.T. Cure, Derek Mixon & Крис Стэплтон, авторы (Крис Стэплтон)
- «Better Than We Found It»
  - Jessie Jo Dillon, Марен Моррис, Jimmy Robbins & Laura Veltz, авторы (Марен Моррис)
- «camera roll»
  - Ian Fitchuk, Кейси Масгрейвс & Дэниел Ташиан, авторы (Кейси Масгрейвс)
- «Country Again»
  - Zach Crowell, Эшли Горли & Томас Ретт, авторы (Томас Ретт)
- «Fancy Like»
  - Cameron Bartolini, Уокер Хейз, Josh Jenkins & Шейн Стивенс[англ.], авторы (Уокер Хейз)
- «Remember Her Name»
  - Mickey Guyton, Blake Hubbard, Jarrod Ingram & Parker Welling, авторы (Mickey Guyton)

Лучший кантри-альбом
- Starting Over — Крис Стэплтон
- Skeletons[англ.] — Brothers Osborne
- Remember Her Name — Микки Гайтон
- The Marfa Tapes — Миранда Ламберт, Jon Randall & Jack Ingram
- The Ballad of Dood & Juanita — Стерджилл Симпсон

## Нью-эйдж
Премия «Грэмми» за лучший нью-эйдж-альбом
- Divine Tides — Стюарт Коупленд и Ricky Kej
- Brothers — Will Ackerman, Jeff Oster и Tom Eaton
- Pangaea — Wouter Kellerman и David Arkenstone
- Night + Day — Opium Moon
- Pieces of Forever — Laura Sullivan

## Джаз
Лучшая сольная джазовая импровизация
- «Humpty Dumpty (Set 2)» — Чик Кориа
- «Sackodougou» — Christian Scott aTunde Adjuah
- «Kick Those Feet» — Kenny Barron
- «Bigger Than Us» — Джон Батист
- «Absence» — Теренс Бланчард

Лучший джазовый вокальный альбом
Лучший джазовый инструментальный альбом
Лучший альбом большого джазового ансамбля
Лучший латино-джаз-альбом

## Госпел/Современная Христианская музыка
Лучшее госпел-исполнение/песня
- «Never Lost» — Си-Си Вайнанс
  - Chris Brown, Steven Furtick и Tiffany Hammer, авторы

Лучшее исполнение в Современной Христианской музыке/песня
- «Believe for It» — Си-Си Вайнанс
  - Dwan Hill, Kyle Lee, CeCe Winans и Mitch Wong, авторы

Лучший госпел-альбом
- Believe for It — Си-Си Вайнанс

Лучший альбом современной христианской музыки
- Old Church Basement — Elevation Worship и Maverick City Music

Лучший традиционный госпел-альбом
- My Savior — Кэрри Андервуд

## Латино
Лучший латино-поп-альбом
Лучший латино-рок/альтернативный альбом
Лучший латино-урбана альбом
Лучший мексиканский/техано-альбом
Лучший тропический латино-альбом

## Американская традиционная музыка
Лучшее исполнение в традиционных американских жанрах
- «Cry» — Джон Батист

Лучшая песня в традиционных американских жанрах
- «Cry»
  - Джон Батист и Steve McEwan, авторы (Джон Батистe)

Лучший американа-альбом
- Native Sons — Los Lobos

Лучший блюграсс-альбом
- My Bluegrass Heart — Béla Fleck

Лучший традиционный блюз-альбом
- I Be Trying — Cedric Burnside

Best Contemporary Blues Album
- 662 — Christone «Kingfish» Ingram

Лучший фолк-альбом
- They’re Calling Me Home — Rhiannon Giddens вместе с Francesco Turrisi

Лучший региональный альбом
- Kau Ka Pe’a — Kalani Pe’a

## Регги
Лучший регги-альбом
- Beauty in the Silence − SOJA

## Global Music
Лучший альбом этнической музыки
- Mother Nature − Анжелика Киджо
- Voice of Bunbon (Vol. 1) − Rocky Dawuni
- East West Players Presents: Daniel Ho & Friends Live in Concert − Daniel Ho & Friends
- Legacy + − Femi Kuti и Made Kuti
- Made in Lagos (Deluxe Edition) − Wizkid

Лучшее исполнение Global Music (музыка неевропейских местных традиций)
- «Mohabbat» − Arooj Aftab
- «Do Yourself» − Анжелика Киджо и Burna Boy
- «Pà Pá Pà» − Femi Kuti
- «Blewu» − Ма, Йо Йо и Анжелика Киджо
- «Essence» − Wizkid при участии Tems

## Музыка для детей
Лучший альбом для детей

## Разговорный жанр
Лучший альбом разговорного жанра (включая поэзию, аудиокниги & рассказы)
- Carry On: Reflections for a New Generation from John Lewis − Дон Чидл
- Aftermath − Левар Бертон
- Catching Dreams: Live at Fort Knox Chicago − J. Ivy
- 8:46 − Dave Chappelle and Amir Sulaiman
- A Promised Land − Барак Обама

## Комедия
Лучший комедийный альбом
- Sincerely Louis CK — Луи Си Кей

## Музыкальные шоу
Премия «Грэмми» за лучший музыкальный театральный альбом
- The Unofficial Bridgerton Musical.
  - Эмили Беар (продюсер); Эбигейл Барлоу и Эмили Беар (композитор и автор текстов)

## Музыка для визуальных медиа
Лучший альбом, являющийся компиляционным саундтреком для визуальных медиа
- The United States vs. Billie Holiday — Андра Дей
  - Salaam Remi, продюсер компиляции; Lynn Fainchtein, музыкальный руководитель

Лучший саундтрек для визуальных медиа
- Ход королевы (мини-сериал) — Carlos Rafael Rivera, композитор
- Душа (мультфильм) — Джон Батист, Трент Резнор и Аттикус Росс, композиторы

Лучшая песня, написанная для визуальных медиа
- «All Eyes on Me» (из Bo Burnham: Inside)
  - Бо Бернем (Бо Бернем)

## Сочинительство/Аранжировка
Лучшая инструментальная композиция
Лучшая инструментальная аранжировка или аранжировка а капелла
Лучшая инструментальная аранжировка в сопровождении вокалиста(ов)

## Упаковка/Оформление
Лучшая упаковка записи
- Pakelang
  - Li Jheng Han и Yu Wei, оформители (2nd Generation Falangao Singing Group and the Chairman Crossover Big Band)

Лучшая упаковка коробочной или специальной ограниченной версии
- All Things Must Pass: 50th Anniversary Edition
  - Даррен Эванс, Дхани Харрисон и Оливия Харрисон, оформители (Джордж Харрисон)

Лучшие заметки на альбоме
- The Complete Louis Armstrong Columbia and RCA Victor Studio Sessions 1946—1966
  - Рики Риккарди, автор заметок на альбоме (Луи Армстронг)

Лучший исторический альбом
- Joni Mitchell Archives – Vol. 1: The Early Years (1963–1967)
  - Патрик Миллиган и Джони Митчелл, продюсеры компиляции; Берни Грундман, мастеринг-инженер (Джони Митчелл)

## Производство
Лучший инжиниринг альбома, классического
Лучший инжиниринг альбома, неклассического
- Love for Sale
  - Dae Bennett, Josh Coleman и Billy Cumella, звукоинженеры; Greg Calbi и Steve Fallone, мастеринг-инженеры (Тони Беннетт и Леди Гага)

Продюсер года, неклассический
- Джек Антонофф
  - Chemtrails Over the Country Club (Лана Дель Рей)
  - Daddy’s Home (St. Vincent)
  - «Gold Rush» (Тейлор Свифт)
  - Sling (Clairo)
  - Solar Power (Лорд)
  - Take the Sadness Out of Saturday Night (Bleachers)

Продюсер года, классический
- Юдит Шерман

Лучшая ремикшированная запись, не классическая
Лучший альбом с объёмным звучанием

## Классическая музыка
Лучшее оркестровое исполнение
- «Прайс: Симфонии № 1 и 3»
  - Янник Незе-Сеген, дирижёр (Филадельфийский симфонический оркестр)
- «Адамс: Мой отец знал Чарльза Айвза („My Father Knew Charles Ives“); Учение о гармонии („Harmonielehre“)»
  - Джанкарло Герреро[англ.], дирижёр (Нэшвиллский симфонический оркестр[англ.])
- «Бетховен: Симфония № 9»
  - Манфред Хонек[англ.], дирижёр (Хор Мендельсона в Питтсбурге и Питтсбургский симфонический оркестр)
- «Мьюли: Сквозная линия („Throughline“)»
  - Нико Мьюли, дирижёр (Симфонический оркестр Сан-Франциско)
- «Штраус: Так говорил Заратустра („Also sprach Zarathustra“); Скрябин: Поэма экстаза»
  - Томас Даусгор, дирижёр (Сиэтлский симфонический оркестр[англ.])

Лучшая оперная запись
- «Гласс: Эхнатон („Akhnaten“)»
  - Карен Каменсек[англ.], дирижёр; Дж’Ней Бриджес, Энтони Рот Костанцо[англ.], Закари Джеймс[англ.] и Дизелла Ларусдоттир; Дэвид Фрост, продюсер (Оркестр Метрополитен-опера; Хор Метрополитен-опера)
- «Барток: Замок герцога Синяя Борода („A kékszakállú herceg vára“)»
  - Сусанна Мялкки, дирижёр; Мика Карес[англ.] и Сильвия Вёрёш[венг.]; Роберт Сафф, продюсер (Хельсинкский филармонический оркестр)
- «Яначек: Лисичка-плутовка („Příhody lišky Bystroušky“)»
  - Саймон Рэттл, дирижёр; София Бургос, Люси Кроу, Джеральд Финли, Питер Хор, Анна Лапковская, Паулина Малефане, Ян Мартиник и Ханно Мюллер-Брахманн; Эндрю Корналл, продюсер (Лондонский симфонический оркестр; Лондонский симфонический хор и ансамбль Discovery Voices Лондонского симфонического оркестра)
- «Литтл: Солдатские песни („Soldier Songs“)»
  - Коррадо Роварис, дирижёр; Джонатан Маккалоу; Джеймс Дарра и Джон Тойя, продюсеры (Оркестр Филадельфийской оперы)
- «Пуленк: Диалоги кармелиток („Dialogues des Carmélites“)»
  - Янник Незе-Сеген, дирижёр; Карен Каргилл[англ.], Изабель Леонард, Карита Маттила, Эрин Морли[англ.] и Адрианна Печонка; Дэвид Фрост, продюсер (Оркестр Метрополитен-опера; Хор Метрополитен-опера)

Лучшее хоровое исполнение
- «Малер: Симфония № 8, 'Симфония тысячи' („Sinfonie der Tausend“)»
  - Густаво Дудамель, дирижёр; Грант Гершон, Роберт Истад, Фернандо Малвар-Руис и Люк МакЭндарфер, хормейстеры (Лия Крочетто, Михоко Фуджимура[англ.], Райан МакКинни, Эрин Морли, Тамара Мамфорд, Саймон О'Нил[англ.], Моррис Робинсон и Тамара Уилсон; Филармония Лос-Анджелеса; Детский хор Лос-Анджелеса, Лос-Анджелес Мастер Хорал, Национальный детский хор и Пасифик хорал)
- «It’s a Long Way»
  - Мэтью Гард, дирижёр (Йонас Будрис, Кэрри Черон, Фиона Гиллеспи, Натан Ходжсон, Хелен Карлоски, Энрико Лагаска, Меган Рот, Алисса Рут Сувер и Дана Уайтсайд; вокальный ансамбль Skylark)
- «Rising w/The Crossing»
  - Дональд Нэлли[англ.], дирижёр (International Contemporary Ensemble и Quicksilver; The Crossing)
- «Шнитке: Концерт для хора; Три священных гимна; Пярт: Семь магнификат-антифонов»
  - Каспарс Путниньш, дирижёр; Хели Юргенсон, хормейстер (Эстонский филармонический камерный хор)
- «Шихан: Литургия святого Иоанна Златоуста»
  - Бенедикт Шихан, дирижёр (Майкл Хоуз, Тимоти Парсонс и Джейсон Томс; Хор Святого Тихона)
- «Поющая гитара»
  - Крейг Хелла Джонсон[англ.], дирижёр (Эстели Гомес[англ.]; Остинский гитарный квартет, Дуглас Харви, Лос-Анджелесский гитарный квартет и Техасский гитарный квартет; Conspirare)

Лучшее камерное исполнение
- «Бетховен: Надежда среди слёз. Сонаты для виолончели» — Йо Йо Ма и Эмануэль Акс
- «Джон Лютер Адамс: Lines Made by Walking» — JACK Quartet
- «Акихо[англ.]: Семь столпов (Seven Pillars)» — Sandbox Percussion
- «Archetypes» — Сержиу Ассад[англ.], Кларис Ассад[англ.] и Third Coast Percussion
- Bruits — Imani Winds

Лучшее классическое инструментальное соло
- Alone Together — Дженнифер Ко
- An American Mosaic — Симона Диннерштейн[англ.]
- Bach: Sonatas & Partitas — Августин Хаделич[англ.]
- Beethoven & Brahms: Violin Concertos — Гил Шахам; Эрик Джекобсен[англ.], дирижёр (The Knights)
- Mak Bach — Мак Гжик
- Of Power — Кертис Стюарт

Лучший классический сольный вокальный альбом
- Mythologies
  - Сангита Каур и Хила Плитманн (Вирджини Д’Авезак де Кастера, Лили Гайдн, Воутер Келлерман, Надим Мадждалани, Эру Мацумото и Эмилио Д. Милер)
- Confessions
  - Лора Стриклинг; Джой Шрайер, пианистка
- Dreams Of A New Day — Songs By Black Composers
  - Уилл Ливерман; Пол Санчес, пианист
- Schubert: Winterreise
  - Джойс ДиДонато; Янник Незе-Сеген, пианист
- Unexpected Shadows
  - Джейми Бартон; Джейк Хегги, пианист (Мэтт Хаймовиц)

Best Classical Compendium
- Women Warriors — The Voices Of Change
  - Эми Андерссон, дирижёр; Эми Андерссон, Марк Мэттсон и Лолита Ритманис, продюсеры
- American Originals — A New World, A New Canon
  - AGAVE и Реджинальд Л. Мобли; Джеффри Сильвер, продюсер
- Berg: Violin Concerto; Seven Early Songs and Three Pieces for Orchestra
  - Майкл Тилсон-Томас, дирижёр; Джек Вэд, продюсер
- Cerrone: The Arching Path
  - Тимо Андрес[англ.] и Ян Розенбаум; Майк Тирни, продюсер
- Plays
  - Чик Кориа; Чик Кориа и Бирни Кирш, продюсеры

Лучшая современная классическая композиция
- «Shaw: Narrow Sea»
  - Кэролайн Шоу, композитор (Доун Апшоу, Гилберт Калиш и Sō Percussion)
- «Akiho: Seven Pillars»
  - Энди Акихо, композитор (Sandbox Percussion)
- «Andriessen: The Only One»
  - Луи Андриссен, композитор (Эса-Пекка Салонен, Нора Фишер[англ.] и Лос-Анджелесский филармонический оркестр)
- «Assad, Clarice & Sérgio, Connors, Dillon, Martin & Skidmore: Archetypes»
  - Кларис Ассад[англ.], Сержиу Ассад[англ.], Шон Коннорс, Роберт Диллон, Питер Мартин и Дэвид Скидмор, композиторы (Сержиу Ассад, Кларис Ассад и Third Coast Percussion)
- «Batiste: Movement 11»
  - Джон Батист, композитор (Джон Батист)

## Видео
Лучшее музыкальное видео
- «Freedom» — Джон Батист
  - Alan Ferguson, режиссёр; Alex P. Willson, продюсер

Лучший музыкальный фильм
- Summer of Soul — Various Artists
  - Ahmir «Questlove» Thompson, режиссёр; David Dinerstein, Robert Fyvolent и Joseph Patel, продюсеры

## Специальные награды

### Lifetime Achievement Award
- Бонни Рэйтт